# Hemeroteca Municipal de Madrid
La Hemeroteca Municipal de Madrid es una hemeroteca de la ciudad española de Madrid. Hoy día tiene sede en el cuartel del Conde Duque.

## Historia
La institución fue fundada en 1916, siendo alcalde Martín Rosales Martel, por iniciativa de los periodistas Ricardo Fuente y Antonio Asenjo con el apoyo de Francisco Ruano, secretario del Ayuntamiento de Madrid; las instalaciones serían inauguradas en 1918. Situada inicialmente en la Casa de la Carnicería de la plaza Mayor, en 1922 se instaló en el n.º 3 de la plaza de la Villa y en 1983 los fondos se trasladaron al cuartel del Conde Duque. Fue la primera, y durante años la única, biblioteca de publicaciones periódicas en España y una de las primeras del mundo.

## Colecciones
Su temprana fecha de creación la hace poseedora de un fondo antiguo excepcional y único. Abarca una colección de más de cuatro siglos de publicaciones periódicas (diarios, revistas y otros impresos procedentes de todo el mundo), hasta mediados del siglo XX. A partir de 1966 y hasta la actualidad recoge, casi exclusivamente, la prensa editada dentro del área municipal madrileña.
Destacan, por su importancia, las colecciones correspondientes a los primeros momentos de la historia de la prensa española, de los siglos XVII y XVIII. Son abundantes las publicaciones de los  siglos XIX y XX: la Restauración y las dos Repúblicas. De la guerra civil española, hay un significativo conjunto de publicaciones de ambos bandos, algunas de ellas provenientes del mismo frente. También se conservan valiosas cabeceras procedentes de otras localidades españolas, de Iberoamérica y de algunos países europeos.
En colaboración con la Biblioteca Digital memoriademadrid realiza planes de digitalización anuales para hacer accesible la colección de la Hemeroteca a través de Internet. Este programa de digitalización de fondo histórico incluye la colaboración en otros proyectos de ámbito nacional y europeo, como es la Biblioteca Virtual de Prensa Histórica del Ministerio de Cultura que encuentra proyección en otros de ámbito más amplio como son Hispana y Europeana.
En 2018, con motivo del centenario de su apertura al público, la Hemeroteca madrileña se involucró en diversos eventos para celebrar la efeméride y una gran exposición conmemorativa denominada “Cuatro siglos de noticias en cien años, 1918-2018”, en cuyo catálogo se analizan diversos aspectos sobre la institución y una historia de la prensa en España de los siglos XVI al XXI a partir de las colecciones que conserva.

## Servicios
La Hemeroteca Municipal presta los siguientes servicios: orientación e información bibliográfica, consulta en sala de investigación y sala de microfilme, consulta de hemerotecas digitales y prensa digital, reprografía, visitas guiadas y exposiciones.